# Ostatni adres

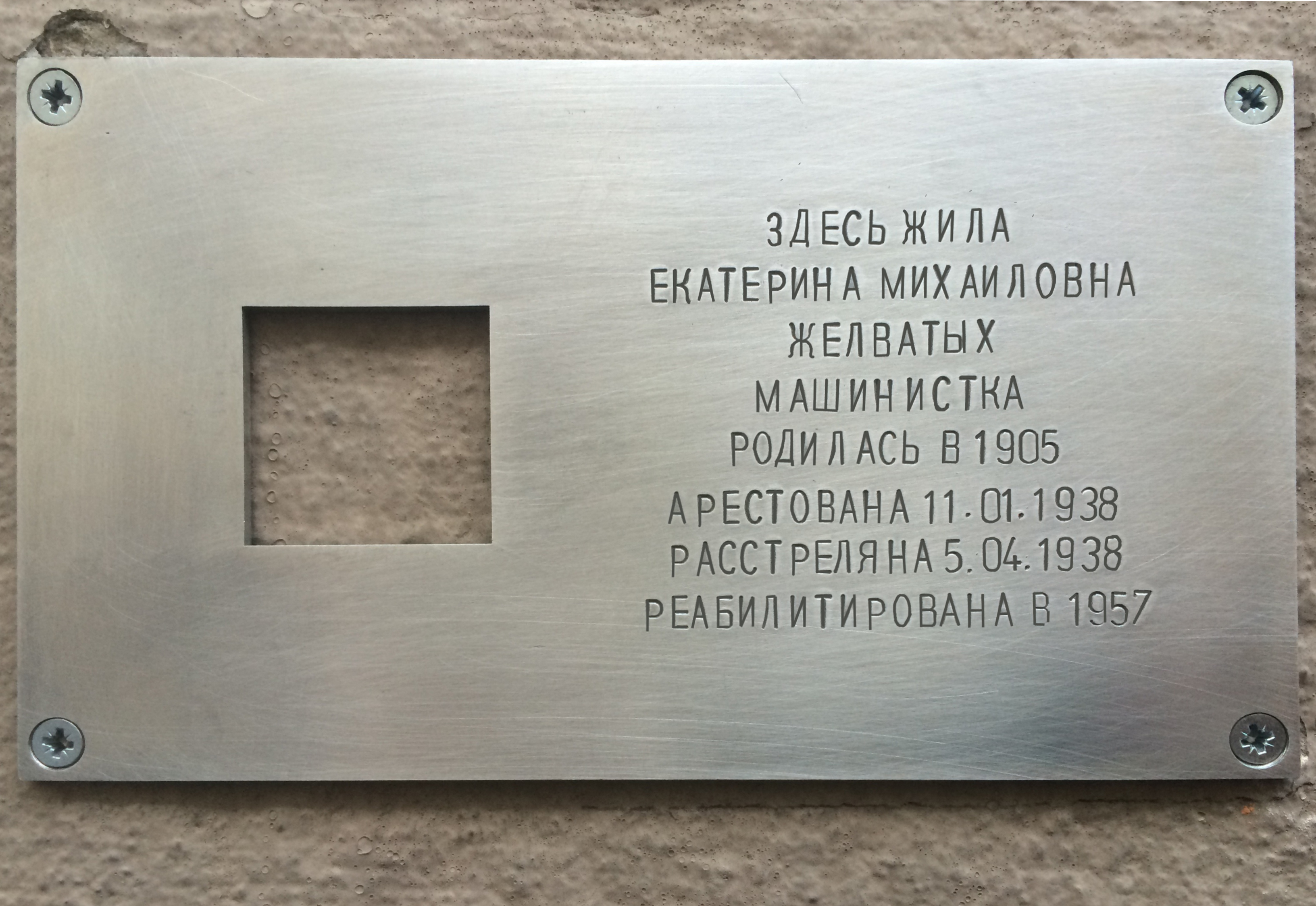

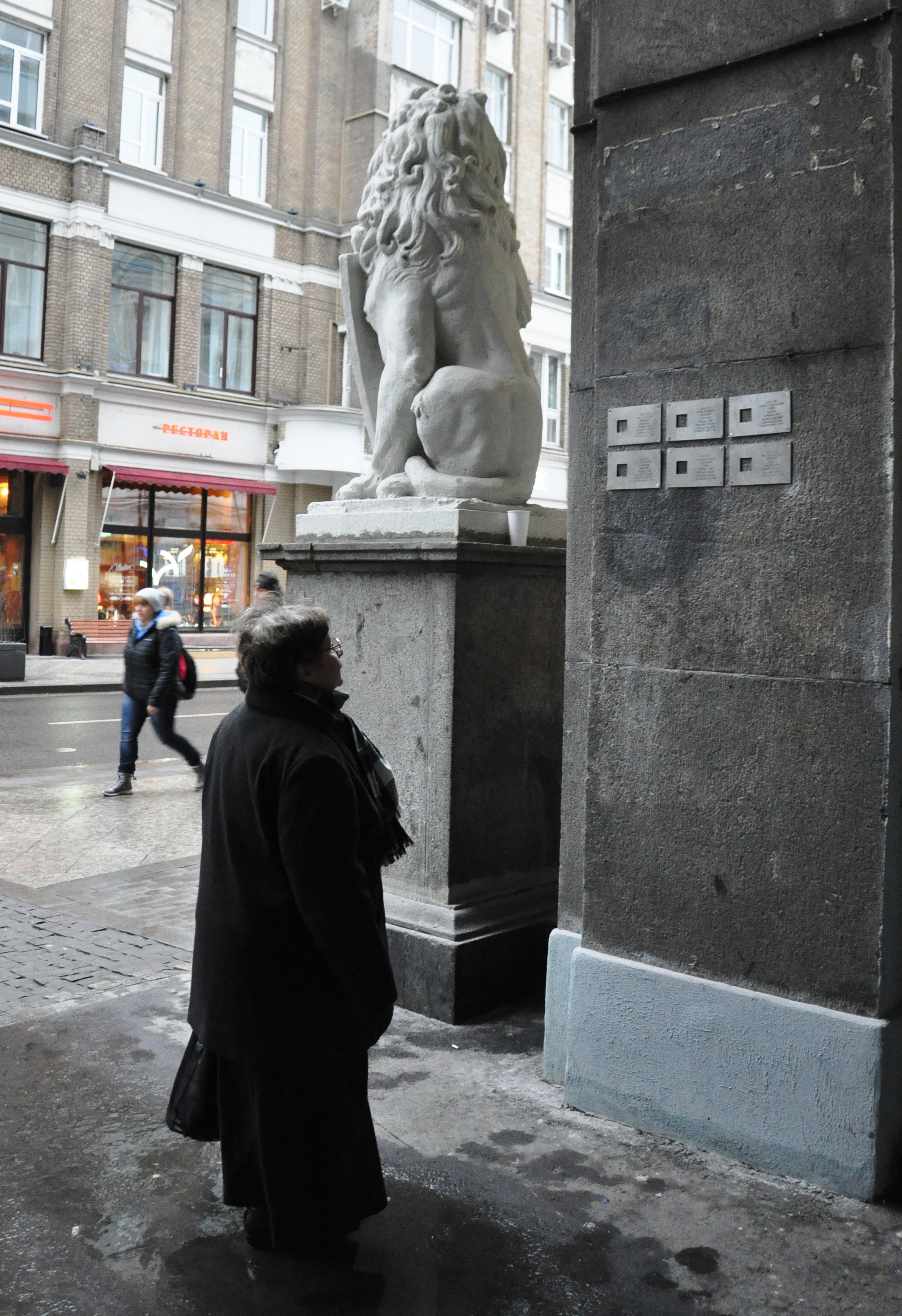

«Ostatni adres» (rosyjski: ros. «Последний адрес») – to zakrojony na szeroką skalę publiczny projekt upamiętniający niewinnych ludzi, którzy zginęli w wyniku represji politycznych popełnionych przez władze radzieckie. Jego zasadą jest «Jedno imię, jedno życie, jeden znak». W ramach projektu na domu, który stał się ostatnim adresem życia ofiary samowoli państwa, instalowany jest mały, wielkości dłoni, minimalistyczny metalowy znak pamięci o prostokątnym kształcie. Widnieje na niej imię i nazwisko zamordowanego, jego rok urodzenia, zawód, daty aresztowania, śmierci i rok rehabilitacji. Po lewej stronie tabliczki znajduje się kwadratowy otwór, przypominający brakujące na karcie zdjęcie. Suma wielu takich spersonalizowanych pomników tworzy «sieć» pomników rozproszonych w różnych miastach na całym świecie.
«Ostatni adres» jest całkowicie obywatelską inicjatywą i praktyką upamiętniającą. Jego kluczową zasadą jest to, że inicjatywa zainstalowania każdej tablicy (a także jej opłacenia) pochodzi od jednej konkretnej osoby, która chciała uczcić pamięć innej konkretnej osoby, która zmarła w wyniku represji politycznych. Może to być krewny lub bliski przyjaciel ofiary, mieszkaniec domu, który stał się ostatnim adresem ofiary, lub jakakolwiek inna osoba, która uznała taki krok za ważny dla siebie.
Głównym źródłem informacji o ofiarach represji politycznych dla projektu jest wielomilionowa baza danych nazwisk gromadzona przez «Memorial» od lat 90. «Ostatni adres» jest de facto fizycznym ucieleśnieniem tej wirtualnej listy. Zainspirowany podobną niemiecką inicjatywą («Stolperstein»), projekt ten został uruchomiony w 2014 roku. Do 2023 r. na domach w kilkudziesięciu miastach zainstalowano ponad półtora tysiąca znaków pamięci. Od 2017 r. projekt wyszedł poza Rosję i stał się międzynarodowy: jego znaki zaczęto umieszczać w Czechach, na Ukrainie, w Mołdawii, Gruzji, Niemczech i Francji. Jednocześnie autorzy i badacze zauważają, że celem «Ostatniego adresu» nie jest instalacja milionów znaków «na każdym domu», ale pamięć i refleksja, które powstają w wyniku tej inicjatywy.